# Güleryüz, Viranşehir
Güleryüz là một xã thuộc huyện Viranşehir, tỉnh Şanlıurfa, Thổ Nhĩ Kỳ. Dân số thời điểm năm 2011 là 429 người.